# 南寨清凉阁
南寨清凉阁，位于中国河北省石家庄市南寨村，为石家庄市井陉矿区的一个省级文物保护单位，类型为古建筑，公布时间为1993年7月15日。
南寨清凉阁的历史年代为明、清。